# Aiguille du Peigne
L'aiguille du Peigne est l'une des aiguilles de Chamonix dans le massif du Mont-Blanc. Elle culmine à 3 192 mètres d'altitude.

## Toponymie

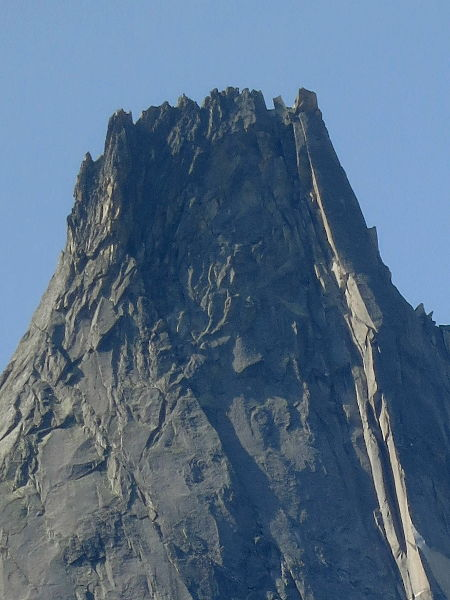
Vue de l'arête sommitale de l'aiguille du Peigne

L'aiguille du Peigne doit son nom à sa partie sommitale découpée.

## Géographie

### Situation
L'aiguille du Peigne se situe à l'extrémité du chaînon qui se détache au nord de l'aiguille du Plan.

### Topographie
L'aiguille du Peigne est constituée d'une arête découpée longue de 34 m orientée est-ouest et de deux gendarmes principaux : le « gendarme 3 009 m » et le gendarme Rouge (3 078 m). 
Le sommet présente deux faces principales :
- la face nord-est, haute de 400 m ;
- la face sud, haute de 200 m.

L'aiguille du Peigne possède également deux arêtes principales, nord et est, la plus longue étant la première.

## Alpinisme
- 1906 - Première ascension par G. Liegard et Robert O'Gorman avec Joseph Ravanel et Joseph Couttet, le 23 juillet. L'itinéraire empruntait le couloir du col du Peigne et non le couloir des Papillons aujourd'hui retenu pour la voie normale d'ascension[3].
- 1922 - Ascension par la fissure Lépiney, par Pierre Dalloz, Jacques de Lépiney et Tom de Lépiney.
- 1926 - Arête ouest du « gendarme 3 009 m » par H. Camaré et R. Dewas.
- 1947 - Arête nord, le 2 août, partie supérieure par Francis Aubert, Jean Claude Martin, Jean Claude Ménégaux, Marcel Schatz[4].
- 1949 - Arête nord intégrale par Robert Gabriel et Georges Livanos.
- 1957 - Première voie sur le gendarme Rouge, par P. Labrunie, A. Contamine et Michel Vaucher.
- 2022 - Adèle Milloz perd la vie lors d'une ascension estivale.